# Swat the Spy
Swat the Spy er en amerikansk stumfilm fra 1918 af Arvid E. Gillstrom.

## Medvirkende
- Jane Lee - Jane Sheldon
- Katherine Lee - Katherine Sheldon
- Charles Slattery - Andrew Sheldon
- Pat Hartigan - Karl Schmidt (as P.C. Hartigan)
- Florence Ashbrooke - Lena Muller